# 보렐리 혜성
| 최근 역기점에서의 근일점 거리 |             |
| 역기점                        | 근일점 (AU) |
| 2028                          | 1.310       |
| 2022                          | 1.306       |
| 2015                          | 1.349       |
| 2008                          | 1.355       |

보렐리 혜성(Comet Borrelly /bɒˈrɛli/ 또는 Borrelly's Comet)은 주기 혜성으로, 2001년 딥 스페이스 1호가 방문하였다. 보렐리 혜성의 마지막 근일점 통과 시점은 2022년 2월 1일이었으며, 다음은 2028년 12월 11일에 접근할 예정이다.
딥 스페이스 1호는 보렐리 혜성의 핵에서 3400 km 떨어진 지점에서 사진을 촬영했는데, 해상도는 한 화소당 45 m로, 당시까지 촬영한 혜성의 사진 중 가장 해상도가 높았었다.

## 발견
보렐리 혜성은 1904년 12월 28일, 알폰세 보렐리가 프랑스 마르세유에서 혜성을 찾다가 발견하였다.

## 딥 스페이스 1호

1998년 10월 24일부터 2003년 12월 31일까지 딥 스페이스 1호의 궤적을 나타낸 그림.
딥 스페이스 1호·
9969 브라유·
지구·
보렐리 혜성

2001년 9월 21일, 딥 스페이스 1호가 보렐리 혜성의 옆을 지나쳐갔다. 딥 스페이스 1호는 원래 기기 실험선이었지만, 연장 임무 도중 혜성으로 향했으며, 이를 통해 과학계에 계획하지 않았던 성과를 가져다주었다. 딥 스페이스 1호에 있던 자세 제어 장비가 고장났었음에도 불구하고, 지구로 혜성의 사진을 전송해 왔다.

핼리 혜성, 보렐리 혜성, 이케야-장 혜성의 궤도를 외행성의 궤도와 같이 표시한 그림.